# Garnet Ault
Garnet Ault (North Bay, Canadá, 1 de noviembre de 1905-10 de septiembre de 1993) fue un nadador canadiense especializado en pruebas de estilo libre, donde consiguió ser medallista de bronce olímpico en 1928 en los 4x200 metros.

## Carrera deportiva

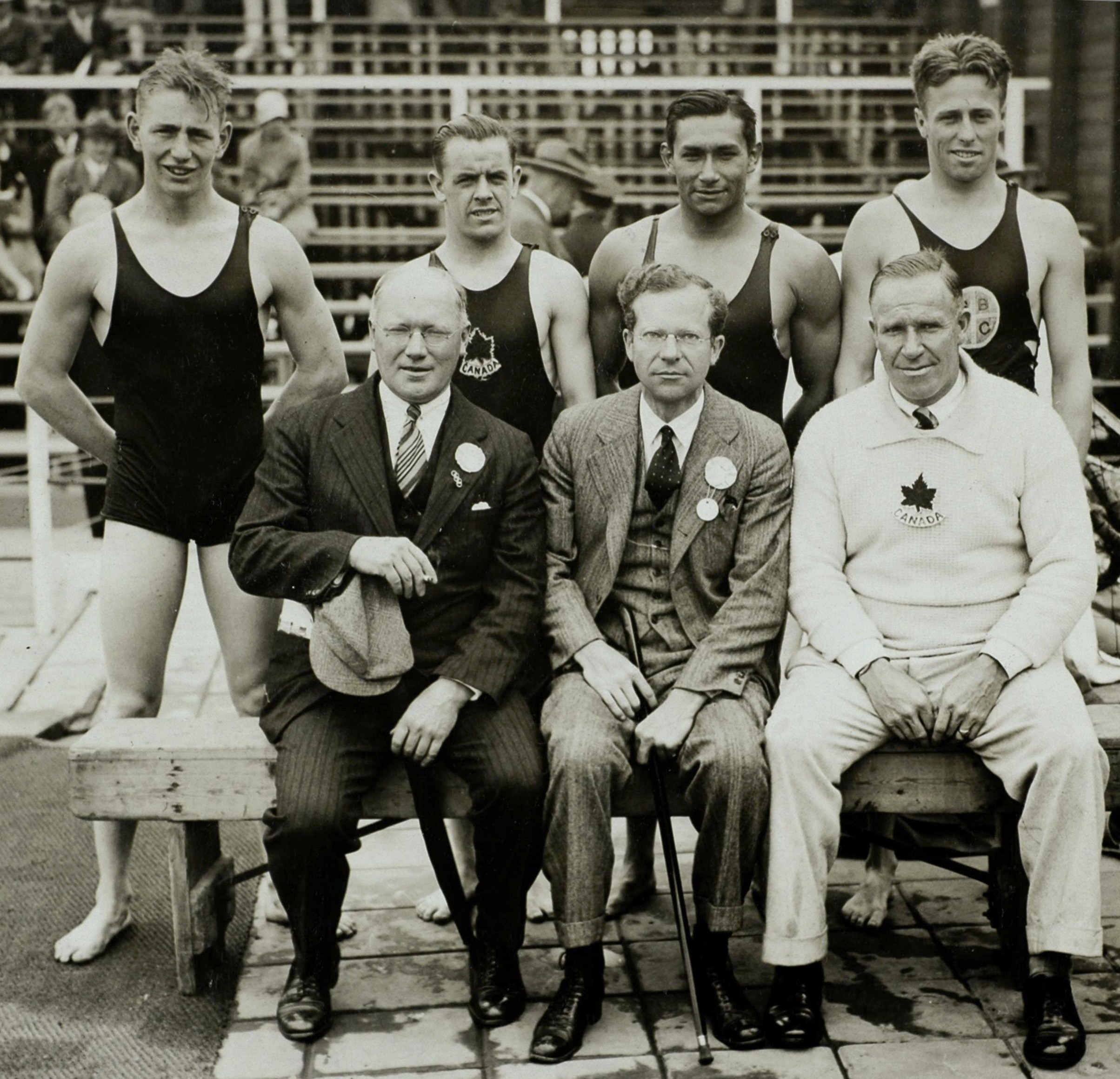
Ault, primero por la der., 1928

En los Juegos Olímpicos de Ámsterdam 1928 ganó la medalla de bronce en los relevos de 4x200 metros estilo libre, con un tiempo 9:47.8 segundos), tras Estados Unidos (oro) y Japón (plata); sus compañeros de equipo fueron los nadadores: Munroe Bourne, Walter Spence y James Thompson.